# Lancia E 290
Lancia E 290 es un camión de carga civil y militar fabricado por la marca italiana Lancia Veicoli Industriali desde 1943 hasta 1947, fabricándose un total de 67 unidades.

## Características principales
El E290 fue presentado en 1941 como una vehículo de carga eléctrico para uso civil y militar. Este modelo estuvo disponible con motores eléctricos, entre ellos algunos de origen Arteny. Con el fin de la guerra culminó la producción de este modelo, que alcanzó las 67 unidades ensambladas. Las últimas unidades fueron utilizadas como camiones de bomberos en Italia.